# Promozione Puglia 1981-1982
Nella stagione 1981-1982 la Promozione era sesto livello del calcio italiano (il massimo livello regionale). Qui vi sono le statistiche relative al campionato in Puglia.
Il campionato è strutturato in vari gironi all'italiana su base regionale, gestiti dai Comitati Regionali di competenza. Promozioni alla categoria superiore e retrocessioni in quella inferiore non erano sempre omogenee; erano quantificate all'inizio del campionato dal Comitato Regionale secondo le direttive stabilite dalla Lega Nazionale Dilettanti, ma flessibili, in relazione al numero delle società retrocesse dal Campionato Interregionale e perciò, a seconda delle varie situazioni regionali, la fine del campionato poteva avere degli spareggi sia di promozione che di retrocessione.

## Girone A

### Aggiornamenti
L'A.S. Fidelis Andria è stata ammessa al Campionato Interregionale 1981-1982 a completamento organici.

### Squadre partecipanti
| Club                         | Città                      |
| ---------------------------- | -------------------------- |
| A.S.C. Acquaviva             | Acquaviva delle Fonti (BA) |
| F.C. AVIS Edilsport Altamura | Altamura (BA)              |
| Pol. Arpifoggia              | Foggia                     |
| S.S. Cassano                 | Cassano Murge (BA)         |
| A.C. Cerignola               | Cerignola (FG)             |
| U.S. Corato                  | Corato (BA)                |
| A.S. Manfredonia             | Manfredonia (FG)           |
| U.S. Modugno                 | Modugno (BA)               |
| Pol. Mola                    | Mola di Bari (BA)          |
| S.S. Pro Gioia               | Gioia del Colle (BA)       |
| U.S. Rutigliano              | Rutigliano (BA)            |
| A.S. Ruvo                    | Ruvo di Puglia (BA)        |
| A.S. San Paolo Bari          | Bari San Paolo             |
| U.S. San Severo              | San Severo (FG)            |
| A.C. Triggiano               | Triggiano (BA)             |
| A.S. Valenzano               | Valenzano (BA)             |

### Classifica finale
|  | Pos. | Squadra        | Pt  | G   | V   | N   | P   | GF  | GS  | DR  |
|  | ---- | -------------- | --- | --- | --- | --- | --- | --- | --- | --- |
|  | 1.   | Manfredonia    | 44  | 30  | 16  | 12  | 2   | 31  | 9   | +22 |
|  | 2.   | Cerignola      | 41  | 30  | 17  | 7   | 6   | 39  | 19  | +20 |
|  | 3.   | San Paolo Bari | 35  | 30  | 11  | 13  | 6   | 32  | 21  | +11 |
|  | 4.   | Rutigliano     | 33  | 30  | 11  | 11  | 8   | 34  | 32  | +2  |
|  | 5.   | Cassano        | 32  | 30  | 8   | 16  | 6   | 26  | 24  | +2  |
|  | 6.   | Acquaviva      | 32  | 30  | 11  | 10  | 9   | 32  | 33  | -1  |
|  | 7.   | Pro Gioia      | 31  | 30  | 11  | 9   | 10  | 28  | 30  | -2  |
|  | 8.   | San Severo     | 30  | 30  | 8   | 14  | 8   | 17  | 20  | -3  |
|  | 9.   | Altamura       | 29  | 30  | 11  | 7   | 12  | 26  | 28  | -2  |
|  | 10.  | Valenzano      | 28  | 30  | 6   | 16  | 8   | 33  | 36  | -3  |
|  | 11.  | Corato         | 27  | 30  | 10  | 7   | 13  | 28  | 30  | -2  |
|  | 12.  | Triggiano      | 26  | 30  | 4   | 18  | 8   | 23  | 28  | -5  |
|  | 13.  | Mola           | 25  | 30  | 8   | 9   | 13  | 32  | 35  | -3  |
|  | 14.  | Ruvo           | 24  | 30  | 5   | 14  | 11  | 17  | 24  | -7  |
|  | 15.  | Modugno        | 22  | 30  | 6   | 10  | 14  | 18  | 33  | -15 |
|  | 16.  | Arpifoggia     | 21  | 30  | 6   | 9   | 15  | 22  | 36  | -14 |
|  |      |                | 480 | 480 | 149 | 182 | 149 | 437 | 437 | 0   |

Legenda:

         Promosso nel Campionato Interregionale 1982-1983.
         Retrocesso in Prima Categoria 1982-1983.
Note:
Due punti a vittoria, uno a pareggio, zero a sconfitta.

## Girone B

### Aggiornamenti
L'U.S. Pro Italia Galatina è stata ammessa al Campionato Interregionale 1981-1982 a completamento organici.

### Squadre partecipanti
| Club                    | Città                      |
| ----------------------- | -------------------------- |
| U.S. Calimera           | Calimera (LE)              |
| Pol. Carovigno          | Carovigno (BR)             |
| A.S. Castellana         | Castellana Grotte (BA)     |
| S.S. Francavilla Calcio | Francavilla Fontana (BR)   |
| A.C. Virtus Gallipoli   | Gallipoli (LE)             |
| A.S. Ginosa             | Ginosa (TA)                |
| A.C. Locorotondo        | Locorotondo (BA)           |
| U.S. Lorenzo Mariano    | Scorrano (LE)              |
| A.C. Massafra           | Massafra (TA)              |
| Pol. Matino             | Matino (LE)                |
| A.C. Ostuni Sport       | Ostuni (BR)                |
| A.C. Putignano Calcio   | Putignano (BA)             |
| S.S. Racale             | Racale (LE)                |
| Pol. San Pietro         | San Pietro Vernotico (BR)  |
| U.S. San Vito           | San Vito dei Normanni (BR) |
| U.S. Tricase            | Tricase (LE)               |

### Classifica finale
|  | Pos. | Squadra                   | Pt  | G   | V   | N   | P   | GF  | GS  | DR  |
|  | ---- | ------------------------- | --- | --- | --- | --- | --- | --- | --- | --- |
|  | 1.   | Ginosa                    | 43  | 30  | 18  | 7   | 5   | 45  | 18  | +27 |
|  | 2.   | Massafra                  | 40  | 30  | 18  | 4   | 8   | 44  | 23  | +21 |
|  | 3.   | San Vito Normanni         | 40  | 30  | 15  | 10  | 5   | 35  | 25  | +10 |
|  | 4.   | Carovigno                 | 37  | 30  | 14  | 9   | 7   | 39  | 19  | +20 |
|  | 5.   | Ostuni                    | 36  | 30  | 15  | 6   | 9   | 44  | 26  | +18 |
|  | 6.   | Lorenzo Mariano           | 36  | 30  | 16  | 4   | 10  | 44  | 26  | +18 |
|  | 7.   | Castellana                | 35  | 30  | 13  | 9   | 8   | 39  | 24  | +15 |
|  | 8.   | Locorotondo               | 35  | 30  | 11  | 13  | 6   | 24  | 16  | +8  |
|  | 9.   | Virtus Gallipoli          | 33  | 30  | 12  | 9   | 9   | 32  | 36  | -4  |
|  | 10.  | Calimera                  | 26  | 30  | 9   | 8   | 13  | 30  | 41  | -11 |
|  | 11.  | Matino                    | 25  | 30  | 8   | 9   | 13  | 29  | 32  | -3  |
|  | 12.  | Francavilla               | 22  | 30  | 6   | 10  | 14  | 18  | 41  | -23 |
|  | 13.  | San Pietro Vernotico (-3) | 21  | 30  | 6   | 12  | 12  | 22  | 37  | -15 |
|  | 14.  | Tricase                   | 20  | 30  | 6   | 8   | 16  | 26  | 45  | -19 |
|  | 15.  | Racale                    | 15  | 30  | 4   | 7   | 19  | 29  | 53  | -24 |
|  | 16.  | Putignano                 | 13  | 30  | 2   | 9   | 19  | 20  | 58  | -38 |
|  |      |                           | 477 | 480 | 173 | 134 | 173 | 521 | 521 | 0   |

Legenda:

         Promosso nel Campionato Interregionale 1982-1983.
         Retrocesso in Prima Categoria 1982-1983.
Note:
Due punti a vittoria, uno a pareggio, zero a sconfitta.
Il San Pietro è stato penalizzato con la sottrazione di 3 punti in classifica.